# Khalid bin Sultan Al Saud

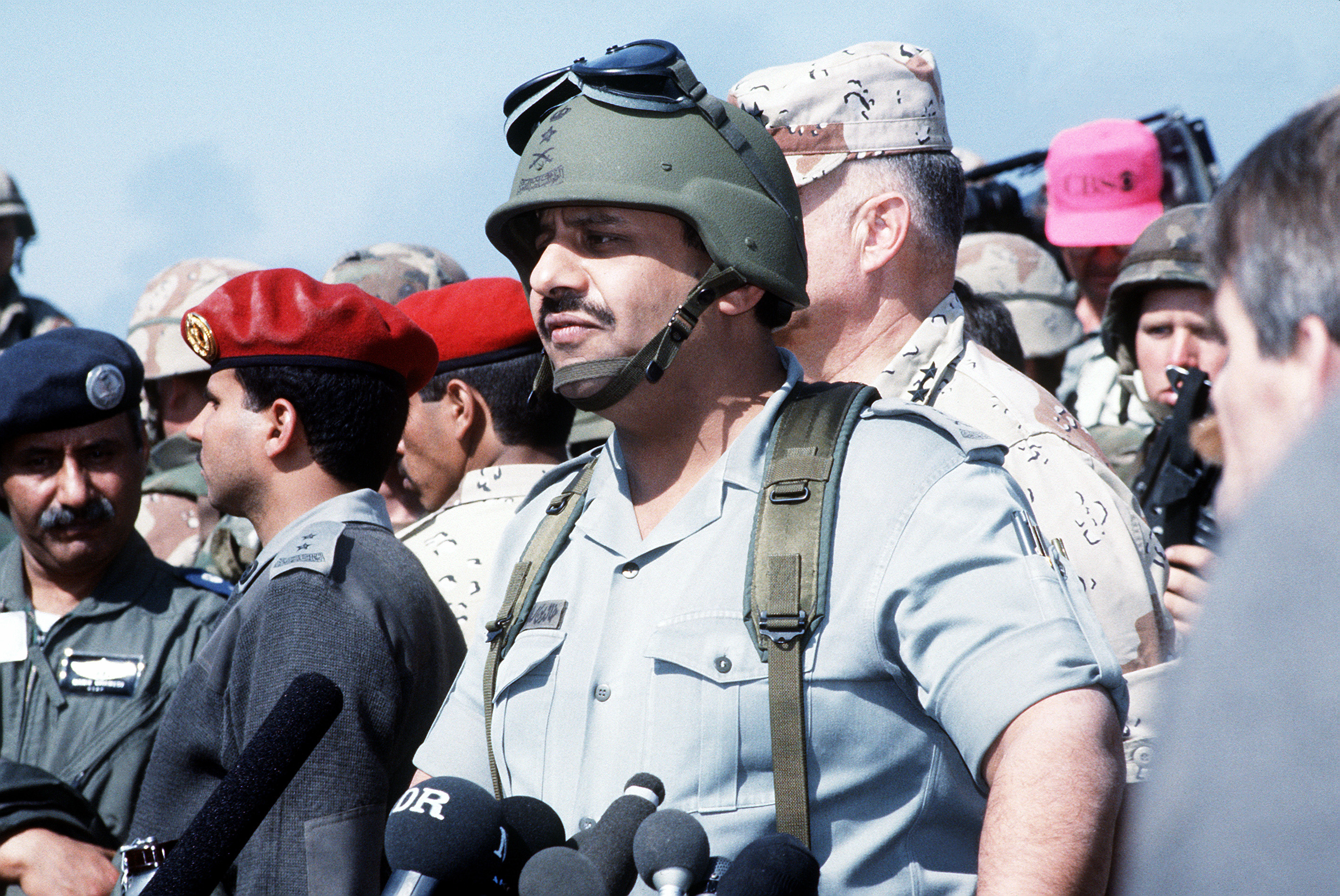
Khalid bin Sultan (1991)

Prinz Khalid bin Sultan bin Abdulaziz Al Saud (خالد بن سلطان بن عبد العزيز آل سعود / Ḫālid b. Sulṭān b. ʿAbd al-ʿAzīz Āl Saʿūd; * 2. September 1949 in Mekka, Saudi-Arabien) war von November 2011 bis April 2013 Stellvertretender Minister für Verteidigung in Saudi-Arabien. 

## Leben
Khalid ist der älteste Sohn von Prinz Sultan ibn Abd al-Aziz und der ersten Ehefrau Prinzessin Munira Bint Abdul Aziz Bin Musaid Bin Jiluwi Al-Saud. Fälschlicherweise wird im Zusammenhang mit seinem Geburtsdatum das seines jüngeren Halbbruders Prinz Bandar mit dem 2. Mai 1949 angegeben. Dieser wurde aber erst 1950 geboren. Prinz Khalid hat drei leibliche Brüder: Prinz Faisal, Prinz Fahd und Prinz Turki, und fünf leibliche Schwestern. Seine Kindheit verbrachte er in der Obhut seines Vaters, der in ihm seinen Nachfolger im Verteidigungsministerium sah. Khalid studierte an der König-Saud-Universität in Riad. 1968 schloss er die Royal Military Academy Sandhurst in Großbritannien ab. Anschließend wurde er in Texas in Flugkursen trainiert und erhielt im Jahr 1979 einen Magistertitel in Militärwissenschaften von Fort Leavenworth in Kansas. 1980 schloss er mit einem Magister in Politikwissenschaften an der Auburn University in Montgomery, Alabama ab.

## Position in der saudischen Innenpolitik
Khalid, Sohn Prinz Sultans, der 2. Stellvertretende Premierminister und Verteidigungsminister, könnte als Enkel des Staatsgründers König Abdul Aziz König von Saudi-Arabien werden. Sein Halbbruder Bandar ist in den Ambitionen auf die Thronfolge sein schärfster Konkurrent. Prinz Sultan hebt in der Beurteilung seiner Söhne Khalids militärische Begabung hervor, bei dem Sohn Bandar das diplomatische Talent. Dies führt dazu, dass die Halbbrüder auf der politischen Ebene Konkurrenten sind. Khalid ist der Favorit für Prinz Sultan, während Bandar von König Fahd höher geschätzt wurde.
Die Entmachtung Khalids durch König Fahd stärkte die Position Bandars. Prinz Sultans Wunsch, Khalid als seinen Nachfolger im Verteidigungsministerium zu installieren, wird auch von den USA unterstützt. Khalid gilt als einer der größten Befürworter der Freundschaft und der Allianz mit den USA.
Am 19. Januar 2001 wurde Khalid Assistierender Minister für Verteidigung. Im November 2011 rückte er zum Vize-Verteidigungsminister auf und folgte in dieser Funktion auf Abdul Rahman ibn Abd al-Aziz.

## Vermögen
Khalid besitzt in London das als "The Holme" bekannte Anwesen im Wert von 280 Millionen Euro, das seit 1988 im Besitz der saudischen Königsfamilie ist und von ihm als Residenz genutzt wird. Das Anwesen liegt ihm Regent’s Park und gilt als teuerstes Wohnhaus Großbritanniens.

## Ehrungen
1990 verlieh ihm die United States Sports Academy in Daphne die Ehrendoktorwürde.

## Familie
Khalid war mit seiner Cousine Lulua bint Fahd, einer Tochter seines Onkels König Fahd, verheiratet. Aus dieser später geschiedenen Ehe ist er Vater von zwei Töchtern und einem Sohn, Faisal, der 2017 zum Gouverneur der Region al-Hudud asch-schamaliyya ernannt wurde. Außerdem ist er mit seiner Cousine Abir bint Turki, einer Tochter seines Onkels Turki, verheiratet. Aus der Ehe ist er Vater von zwei Töchtern und fünf Söhnen, darunter Abdullah, welcher seit 2019 Botschafter Saudi-Arabiens für Österreich, Slowenien und die Slowakei war und im Mai 2023 Botschafter Saudi-Arabiens für Deutschland wurde. Seine Tochter Hala ist mit seinem seit 2017 verhafteten Cousin Turki bin Abdullah Al Saud verheiratet.

## Sonstiges
General Norman Schwarzkopf bemerkte: „Ich kenne keinen besseren arabischen Offizier mit solcher militärischer Begabung.“ 
Im Jahr 2000 gründete Khalid in den USA die „Khaled bin Sultan Living Oceans Foundation“. Die Stiftung vergibt Stipendien an junge Wissenschaftler, die sich mit der Erforschung der Ökologie des Meeres, insbesondere der Korallenriffe befassen. Die Stiftung hat ihren Sitz in Landover, Maryland, Washington, D.C.